# Anoectangium pleuroweisioides
Anoectangium pleuroweisioides là một loài rêu trong họ Pottiaceae. Loài này được J. Froehl. mô tả khoa học đầu tiên năm 1964.